# Liste der Monuments historiques in Houtaud
Die Liste der Monuments historiques in Houtaud führt die Monuments historiques in der französischen Gemeinde Houtaud auf.

## Liste der Immobilien
| Bezeichnung | Beschreibung               | Standort                  | Kennzeichnung | Schutzstatus | Datum | Bild           |
| ----------- | -------------------------- | ------------------------- | ------------- | ------------ | ----- | -------------- |
| Croix Maury | Wegekreuz, 16. Jahrhundert | westlich des Ortes (Lage) | PA00125399    | Inscrit      | 1993  | weitere Bilder |

## Liste der Objekte
| Bezeichnung                   | Beschreibung                                    | Standort                        | Kennzeichnung | Schutzstatus | Datum | Bild |
| ----------------------------- | ----------------------------------------------- | ------------------------------- | ------------- | ------------ | ----- | ---- |
| Gemälde Notre-Dame-de-Lorette | Ölfarbe auf Leinwand, Ende des 16. Jahrhunderts | in der Kirche St-Antoine (Lage) | PM25000812    | Classé       | 1943  |      |